# Misplaced Childhood
Albums de Marillion
Real to Reel
(1984) Clutching at Straws
(1987)
Singles
1. Kayleigh
Sortie : 7 avril 1985
2. Lavender
Sortie : 27 août 1985
3. Heart of Lothian
Sortie : 18 novembre 1985

Misplaced Childhood est le troisième album studio du groupe britannique de rock néo-progressif Marillion. Il sort le 17 juin 1985 sur le label EMI et est produit par Chris Kimsey. Il est le plus grand succès commercial du groupe et est considéré comme un album-référence du progressif des années 1980. En 1998, une version remasterisée de 2-CD sort, incluant, outre le disque original de 1985, des faces-B et des démos.

## Historique
Ce qui fait la particularité de cet album est qu'il s'agit d'un album-concept. Si le thème est unique et traite de l'enfance perdue sous différentes facettes, les titres bien que multiples, ne forment en réalité qu'un tout cohérent, chaque chanson s'enchaînant directement à la suite de la précédente. Fish, le chanteur du groupe, déclarait en concert qu'en réalité il n' y avait que deux chansons sur le vinyle, la face 1 et la face 2. Cela n'est pas tout à fait vrai, l'album contenant dix titres, mais d'une certaine manière, il serait possible d'aller plus loin et de dire qu'il n'y a qu'une chanson de quarante-et-une minutes. 
Cet album contient le single Kayleigh, no 2 des charts britanniques et succès mondial. L'histoire de ce titre raconte celle d'une séparation amoureuse et des souvenirs et regrets que le narrateur a en repensant à Kayleigh, la femme qu'il a aimé. En réalité, le titre a été trouvé par Fish et fait référence à une de ses anciennes copines nommée "Kay Lee" (1er et 2e prénoms).
Dans le film L'Effet papillon (The Butterfly Effect, d'Eric Bress, 2004), l'actrice Amy Smart porte le nom de Kayleigh Miller, le prénom faisant référence à cette chanson.
L'histoire racontée dans les textes de l'album est celle de l'enfance perdue, du succès soudain, de l'amour, avec un dénouement final heureux. 
L'album oscille entre ballades mélancoliques (Kayleigh, Lavender), morceaux rageurs (Waterhole), passages atmosphériques ou symphoniques (Bitter Suit, Blind Curve) et hymnes glorieux (Heart of Lothian, White Feather).
Fish a déclaré avoir eu l'idée de cet l'album pendant un trip au LSD de dix heures.

## Titres
Toutes les paroles sont signés par Fish, les musiques sont signées par Steve Rothery, Pete Trewavas, Mark Kelly, Ian Mosley.
1. Pseudo Silk Kimono - (2:14) (paroles)
2. Kayleigh - (4:03) (paroles)
3. Lavender - (2:25) (paroles)
4. Bitter Suite - (7:56) (paroles)
5. Heart Of Lothian - (4:02) (paroles)
6. Waterhole (Expresso Bongo) - (2:13) (paroles)
7. Lords Of The Backstage - (1:52) (paroles)
8. Blind Curve - (9:29) (paroles)
9. Childhoods End? - (4:33) (paroles)
10. White Feather - (2:25) (paroles)

### Version remastérisée de 1998 (Deuxième CD)

#### Titres additionnels
1. Lady Nina (Extended 12" Version) - (5:50)
2. Freaks (Single version) - (4:08)
3. Kayleigh (Atlernate mix) - (4:03)
4. Lavender Blue (Lavender Remix) - (4:22)
5. Heart of Lothian (Extended Mix) - (5:54)

#### Démos de l'album enregistrées enfévrier 1985
1. Pseudo Silk Kimono - (2:11)
2. Kayleigh - (4:06)
3. Lavender - (2:37)
4. Bitter Suite - (2:54)
5. Lords of the Backstage - (1:46)
6. Blue Angel - (1:46)
7. Misplaced Rendez-vous - (1:56)
8. Heart of Lothian - (3:49)
9. Waterhole (Expresso Bongo) - (2:00)
10. Passing Strangers - (9:17)
11. Childhoods End ? - (2:23)
12. White Feather - (2:18)

## Musiciens
- Fish : chant
- Steve Rothery : guitare
- Pete Trewavas : basse
- Mark Kelly : claviers
- Ian Mosley : batterie

## Charts et certifications
| Pays        | Durée du classement | Meilleur classement |
| ----------- | ------------------- | ------------------- |
| Allemagne   | 45 semaines         | 3e                  |
| Canada      | 14 semaines         | 88e                 |
| États-Unis  | 24 semaines         | 47e                 |
| France      | 1 semaine           | 182e                |
| Italie      | -                   | 11e                 |
| Norvège     | 4 semaines          | 10e                 |
| Pays-Bas    | 36 semaines         | 6e                  |
| Royaume-Uni | 42 semaines         | 1er                 |
| Suède       | 5 semaines          | 15e                 |
| Suisse      | 21 semaines         | 6e                  |

| Pays        | Certification | Ventes    | Date       |
| ----------- | ------------- | --------- | ---------- |
| Allemagne   | Platine       | 500 000 + | 1991       |
| Royaume-Uni | Platine       | 300 000 + | 26/11/1985 |

Charts singles
| Année | Single           | Chart                  | Durée du classement | Position |
| ----- | ---------------- | ---------------------- | ------------------- | -------- |
| 1985  | Kayleigh         | Hot 100                | —                   | 74e      |
| 1985  | Kayleigh         | Mainstream Rock Tracks | —                   | 14e      |
| 1985  | Kayleigh         | UK Singles Chart       | 14 semaines         | 2e       |
| 1985  | Kayleigh         | Single Top 100         | 18 semaines         | 7e       |
| 1985  | Kayleigh         | (V) Ultratop           | 1 semaine           | 38e      |
| 1985  | Kayleigh         | FIMI                   | —                   | 27e      |
| 1985  | Kayleigh         | VG-lista               | 5 semaines          | 8e       |
| 1985  | Kayleigh         | Mega Top 50            | 9 semaines          | 12e      |
| 1985  | Kayleigh         | Schweizer Hitparade    | 6 semaines          | 19e      |
| 1985  | Lavender         | UK Singles Chart       | 9 semaines          | 5e       |
| 1985  | Lavender         | Single Top 100         | 10 semaines         | 39e      |
| 1985  | Heart of Liothan | UK Singles Chart       | 7 semaines          | 29e      |
| 1985  | Heart of Liothan | Single Top 100         | 6 semaines          | 51e      |